# Vinski Vrh (Słowenia)
Vinski Vrh – wieś w Słowenii, w gminie Ormož. 1 stycznia 2018 liczyła 250 mieszkańców.